# Blanca Rego Constela
Blanca Rego Constela, conocida también por su alias _blank, (Ferrol, 1974) es una artista audiovisual, cineasta y noisemaker española. También es traductora, redactora, creadora de contenidos audiovisuales y especialista en cine y arte sonoro.

## Trayectoria
Rego nació en Ferrol (La Coruña) hasta que en 1993 se mudó a Barcelona donde comenzó sus estudios de dirección de cine en el Centre d'Estudis Cinematogràfics de Catalunya (CECC) hasta 1996. Posteriormente amplió su formación cursando estudios de animación y multimedia entre 1996 y 1999 en la academia Fak d'Art (La Faktoria d'Art).
En sus trabajos creativos indaga en torno a las posibles relaciones entre la imagen y el sonido tal y como expresa en su manifesto de artista. Desde 2008, coedita el blog Mediateletipos sobre cultura aural y activismo audiovisual.

## Obra
Su trabajo se ha proyectado en diferentes festivales de cine internacionales y exposiciones. Rego ha participado en conferencias y residencias artísticas en centros de arte, museos y fundaciones de primera fila como:
- Inverse Reverse, 2010. 15’26”, ciclo audiovisual “La luz expandida: Nuevas tecnologías en el videoarte español”, comisariado por Playtime Audiovisuales, dentro del marco de la exposición Jim Campbell, Espacio Fundación Telefónica, Madrid.[5]
- This is not a cinema, ciclo El cine rev[b]elado, comisariado por Playtime Audiovisuales en el CA2M, Móstoles.[6]
- Psycho 60/98, L’alternativa Hall. Centro de Cultura Contemporánea de Barcelona (CCCB), Barcelona.[7]
- Engram (Optical Sound # 001)[Engrama (sonido óptico n.º 001)], 2012 y Tximist [Relámpago], 2015, Ciclo de cine "El sonido y el cine experimental", 2016, Fundación Juan March, Madrid.[8]
- Ertixe Experimenta ‘1, 2014, MARCO, Museo de Arte Contemporáneo de Vigo.
- El cine revelado, Metrópolis, La 2.[9][10]

## Reconocimientos
- 1999, Segundo premio, categoría Literatura, Certamen de Creación Joven Mercè, Barcelona, España.
- 2007, Seleccionado, En el aire, In Sonora, España.[11]
- 2016, Primer Premio, Punto y Raya Festival, Karlsruhe, Alemania.[12]